# القوات المسلحة العمانية
القوات المسلحة لسلطان عمان هي: الجيش السلطاني العماني (الجيش العربي العماني)، والبحرية السلطانية العمانية، وسلاح الجو السلطاني العماني، والقوات الخاصة للسلطان وقوات الدفاع بسلطنة عمان. منذ تأسيسها رسميا في أوائل 1950م، بمساعدة بريطانية القوات المسلحة البريطانية اللتي ساهمت في التغلب على التمرد في البلاد وحماية الهيكل الاجتماعي للدولة.
بعد عام 1970م قد أصبحت واحدة من القوات المقاتلة أكثر حداثة وأفضل تدريباً بين دول مجلس التعاون الخليجي. اعترافاً بأهميتها الإستراتيجية بمراقبة مضيق هرمز وبحر عُمان وكافحت السلطنة للحفاظ على درجة عالية من الإستعداد العسكري، قامت عُمان باختبار قدرات قواتها المسلحة بالمشاركة في تدريبات مشتركة مع القوى الأجنبية لاسيما في تدريبات منتظمة مع القوات المسلحة البريطانية وقد إتخذت عُمان زمام المبادرة في الجهود الرامية إلى تعزيز الأمن الجماعي الإقليمي من خلال مجلس التعاون الخليجي في ختام حرب الخليج وإقترحت تطوير قوة أمنية إقليمية لمجلس التعاون الخليجي من 100,000 فرداً.
القائد الأعلى هو السلطان هيثم بن طارق آل سعيد سُلطان عُمان.

## التاريخ
عُمان لديها التاريخ العسكري الذي يعود تاريخه إلى القرن السابع في ذلك الوقت كانت قوات من قبيلة الأزد قوية بما يكفي لمساعدة النبي محمد (صَلّى اللهُ عَلَيْهِ وسَلَّم) رفيق أبو بكر الصديق (رضي الله عنه) لحرب المرتدين ويقال أنه حتى قبل ذلك وقبيلة الأزد بقيادة مالك بن فهم الأزدي كانوا قادرين على هزيمة القوة الفارسية التي كانت تسيطر على بعض أجزاء من الساحل العُماني في ذلك الوقت.
وفي بداية القرن السابع عشر تم رفع قوة من القوات العُمانية المعروفة الثانية خلال عهد الأسرة آل يعرب التي اضطرت طرد البرتغاليون خارج البلاد في 1650م وخلال حكم سلالة أسرة آل يعرب غطت المباني المحصنة البلاد من شمال محافظة مسندم إلى الجنوب من محافظة ظفار مما يجعل عُمان قوة عظمى في الخليج العربي.
خلال وقت لاحق من سلالة أسرة آل بو سعيد وخصوصاً في عهد السلطان سعيد بن سلطان بن أحمد آل سعيد كانت عُمان إمبراطورية كبيرة مع قوة عسكرية قوية جداً مما يجعل عُمان واحدة من أعظم القوى في المحيط الهندي في المرتبة الثانية بعد المملكة المتحدة بعد وفاة السلطان سعيد بن سلطان بن أحمد آل سعيد والصراعات السياسية في عُمان أجبرت عُمان لتغلق على نفسها وتحويلها من إمبراطورية قوية لبلد فقير نسبياً.

## افرع القوات المسلحة

### الجيش السلطاني العماني
يعد الجيش السلطاني العُماني قوة حديثة متطورة ومتكاملة البناء والتسليح والتنظيم ويضم في صفوفه أسلحة المشاه والمدرعات والمدفعية ومنظومة الدفاع الجوي والإشارة والأسلحة الإدارية الأخرى، متسلحاً بالقدرة والكفاءة على خوض المعارك بفضل العناية المستمرة بالتدريب والتحديث وتطوير مستوى الأفراد والمعدات، حيث تأسس في عام 1907م ممثلاً في قوة مشاة صغيرة يطلق عليها حامية مسقط آنذاك لم يكن لها مهام أكثر من كونها حامية منطقة مسقط، ثم تطورت وتوسعت وسميت في عام 1921م بمشاة مسقط، ظلت القوة العسكرية الوحيدة في عُمان إلى أن أدت التطورات التي حدثت في أوائل الخمسينات إلى تشكيل بعض الوحدات الأخرى ثم أستمر في التطور تدريجياً من حيث التنظيم والتسليح وفي مطلع عام 1976م أعيد تنظيم القوات المسلحة بصفة عامة فأصبح سلاحاً مستقلاً أطلق عليه قوات سلطان عُمان البرية حتى عام 1990م عندما صدرت الأوامر السامية بتسميته الجيش السلطاني العُماني.

### سلاح الجو السلطاني العماني
سلاح الجو السلطاني العُماني تم تشكيل سلاح الجو السلطاني العُماني في 1 مارس 1959م، حيث كانت به ثلاث طائرات تدريب (بروفست) وطائرتا نقل (بايونير) فقط تعمل على مهبط صغير في بيت الفلج، وفي عام 1961م دخلت السلاح أربع طائرات (بيفر)، تبعتها في عام 1967م اثنا عشر طائرة (باك سترايك ماستر)، ومنذ أن تولى قابوس بن سعيد بن تيمور آل سعيد مقاليد الحكم في عُمان عام 1970م وسلاح الجو السلطاني العُماني يؤدي دوره الوطني المناط به في حماية أجواء الوطن، وإسناد أسلحة قوات السلطان المسلحة والمساهمة في بنائه وتنميته، وإيماناً من جلالته بهذا الدور فقد تم في العام نفسه شراء ثلاث طائرات (كاريبو) وست طائرات (سكايفان) وثـمان طائرات عمودية، وذلك لتوفير حماية للحركة اللازمة لوحدات قوات السلطان المسلحة العاملة في المناطق الجبلية، وفي عام 1971م دخلت الخدمة خمس طائرات (فيسكاونت) لتقديم الإسناد اللازم لجهود التنمية في السلطنة، وفي فبراير 1975م دخلت طائرات (الهوكرهنتر) في خدمة السلاح وأدت دوراً مهما في تقديم الإسناد الجوي القريب، وتنفيذ مهام عملياتية هامة.

### البحرية السلطانية العمانية
البحرية السلطانية العُمانية هو فرع البحرية من الجيش السلطاني العماني. كانت البحرية العُمانية عبارة عن جناح بحري يُعرف بوحدة الدوريات الساحلية تابعة لما يسمى بـ«جندرمة عُمان» آنذاك وكان عماد تلك الوحدة عدة مراكب خشبية تقليدية من نوع (البوم) يرجع في تاريخها إلى 1960م تضطلع بمهام دوريات ساحلية على امتداد ساحل الباطنة لمكافحة عمليات تهريب الأسلحة والهجرة غير القانونية وكان أول تلك المراكب هو المركب «نصر البحر» الذي قام برحلته الأولى في مايو 1960م في مهام دورية ساحلية عبر ساحل الباطنة. ثم استؤجر مركب آخر «الطائف» 1966م لتنفيذ الدوريات الساحلية بين جزر الحلانيات ورأس دربات ثم أستبدل بمركب «المنتصر» وإنضم بعده مركب «فتح الخير» في 1967م ومركب الهادر في وقت لاحق وفي 1970م شرع في تصنيع أولى سفينة أطلق عليها اسم «آل سعيد» وكان التوجه في أول الأمر أن تكون يختاً سلطانياً بيد أنها أستخدمت لأغراض عسكرية خلال حرب ظفار ولم تظهر السفينة في مياه مسقط إلا في شهر مارس من عام 1971م لعدم توفر طاقم بحري حينذاك يتولى تسييرها. وفي 21 يونيو 1971م أعلن رسمياً عن تشكيل «بحرية سلطان عُمان» فإنضمت إلى قوات السلطان المسلحة كسلاح رئيسي.

### الحرس السلطاني العماني
الحرس السلطاني العُماني هو الحرس السلطاني لسلطنة عمان. تشكلت نواة الحرس السلطاني العماني في عام 1971م، يضم جناح الحرس السلطاني العُماني مقتنيات كثيرة من الأسلحة والمعدات والأجهزة العسكرية التي استخدمها الحرس منذ تأسيسه. أيضًا يضم الحرس السلطاني العُماني العديد من الفرق الموسيقية المختلفة.

## الكليات العسكرية العُمانية
| الاسم                              | الشعار | المحافظة    | التأسيس      |
| ---------------------------------- | ------ | ----------- | ------------ |
| كلية الدفاع الوطني                 |        | محافظة مسقط | 2013م 1435هـ |
| كلية القيادة والأركان              |        | محافظة مسقط | 1984م 1405هـ |
| كلية السلطان قابوس العسكرية        |        | محافظة ظفار | 1971م 1391هـ |
| الكلية العسكرية التقنية            |        | محافظة مسقط | 2013م 1435هـ |
| أكاديمية السلطان قابوس البحرية     |        | محافظة مسقط | 1960م 1380هـ |
| أكاديمية السلطان قابوس الجوية      |        | محافظة مسقط | 1974م 1394هـ |
| كلية عُمان للمراقبة والسيطرة الجوية |        | محافظة مسقط | 2000م 1421هـ |
| الكلية التقنية للقوات الجوية       |        | محافظة مسقط | 2000م 1421هـ |
| الكلية الفنية الجوية               |        | محافظة مسقط | 1959م 1379هـ |
| الخدمات الطبية للقوات المسلحة      |        | محافظة مسقط | 1920م 1375هـ |